# Бугурусланський район
Бугурусла́нський район (рос. Бугурусланский район) — муніципальний район Оренбурзької області Російської Федерації.
Адміністративний центр — місто Бугуруслан, яке не входить до складу району і утворює Бугурусланський міський округ.

## Географія
Район розташований в північно-західній частині Оренбурзької області і межує: на півночі — з Сєверним, на півдні — з Бузулуцьким, на сході — з Асекеєвським районами і Абдулінським міським округом області, на заході — з Самарською областю.

## Історія
Бугурусланський район утворено 16 червня 1928 року. 19 березня 1959 року до нього був включений ліквідований Аксаковський район.

## Населення
Населення — 17124 особи (2019; 19680 в 2010, 23523 у 2002).

## Адміністративний поділ
Район адміністративно поділяється на 14 сільських поселень:
| Поселення                         | Площа, км² | Населення, осіб (2002) | Населення, осіб (2010) | Населення, осіб (2019) | Центр            | Населені пункти |
| --------------------------------- | ---------- | ---------------------- | ---------------------- | ---------------------- | ---------------- | --------------- |
| Аксаковська сільська рада         | 142,45     | 1479                   | 1014                   | 734                    | Аксаково         | 5               |
| Благодаровська сільська рада      | 133,25     | 1152                   | 1115                   | 1008                   | Благодаровка     | 7               |
| Дмитрієвська сільська рада        | 160,76     | 1005                   | 883                    | 705                    | Дмитрієвка       | 3               |
| Єлатомська сільська рада          | 120,95     | 1016                   | 933                    | 795                    | Єлатомка         | 3               |
| Зав'яловська сільська рада        | 259,02     | 2422                   | 2217                   | 2062                   | Зав'яловка       | 5               |
| Кірюшкинська сільська рада        | 262,82     | 1971                   | 1843                   | 1745                   | Кірюшкино        | 4               |
| Коровинська сільська рада         | 114,42     | 993                    | 758                    | 651                    | Коровино         | 4               |
| Михайловська сільська рада        | 219,56     | 3543                   | 3574                   | 3902                   | Михайловка       | 7               |
| Нижньопавлушкинська сільська рада | 174,12     | 1111                   | 694                    | 443                    | Нижньопавлушкино | 4               |
| Нойкінська сільська рада          | 113,71     | 1001                   | 831                    | 674                    | Нойкіно          | 3               |
| Пілюгінська сільська рада         | 633,52     | 4415                   | 3335                   | 2722                   | Пілюгіно         | 18              |
| Полібінська сільська рада         | 225,00     | 1452                   | 1063                   | 708                    | Полібіно         | 8               |
| Руськобоклинська сільська рада    | 144,97     | 849                    | 563                    | 363                    | Руська Бокла     | 6               |
| Совєтська сільська рада           | 133,49     | 1114                   | 857                    | 612                    | Совєтське        | 3               |

- 2005 року була ліквідована Алексієвська сільська рада, територія увійшла до складу Аксаковської сільради; були ліквідовані Баймаковська сільська рада та Нуштайкінська сільська рада, території увійшли до складу Кірюшкинської сільради; була ліквідована Мордовська Бугурусланська сільська рада, територія увійшла до складу Дмитрієвської сільради; були ліквідовані Івановська сільська рада та Лукинська сільська рада, території увійшли до складу Пілюгінської сільради; була ліквідована Коптяжевська сільська рада, територія увійшла до складу Кокошеєвської сільради.
- 2010 року була ліквідована Бестужевська сільська рада, територія увійшла до складу Полібінської сільради[4]; була ліквідована Пониклинська сільська рада, територія увійшла до складу Зав'яловської сільради[5]; була ліквідована Пронькинська сільська рада, територія увійшла до складу Михайловської сільради[6].
- 2013 року ліквідована Кокошеєвська сільська рада, територія увійшла до складу Пілюгінської сільради[7].

## Найбільші населені пункти
Нижче подано перелік населених пунктів з чисельність населення понад 1000 осіб:
| № | Населений пункт | Населення, осіб (2002) | Населення, осіб (2010) |
| - | --------------- | ---------------------- | ---------------------- |
| 1 | Михайловка      | 2416                   | 2735                   |
| 2 | Пілюгіно        | 1699                   | 1492                   |

## Господарство
Основна галузь економіки району — сільськогосподарське виробництво. На його території виробництвом сільськогосподарської продукції займаються — 30 господарств, 98 селянсько-фермерських господарств, працюють 12 млинів, 5 пекарень, 6 цехів з виробництва соняшникової олії, 1 цех з виробництва молочної продукції та 1 цех з виготовлення напівфабрикатів.

## Відомі особистості
У районі народилась Костіна Клавдія Олексіївна (1909—1982) — казахська лікарка-епідеміолог.